# Décennie

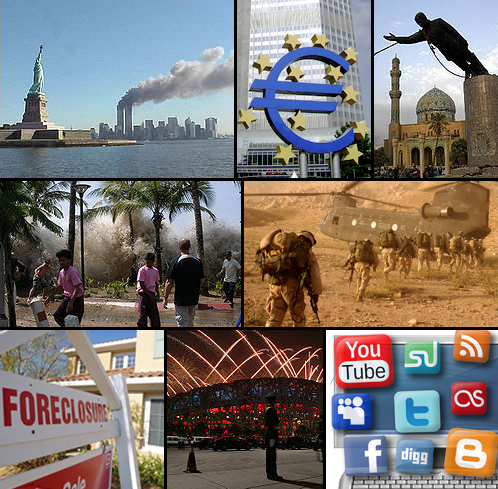
Événements marquants de la décennie 2000 - 2010.

Une décennie est une période de dix années consécutives. Dix décennies successives forment un siècle.

## Usage
Le terme dérive des mots latins de decem « dix » et annus « année ». Pour les expressions comme « les années vingt » (c'est-à-dire de 1920 à 1929 pour le XXe siècle), il est conseillé d'écrire en toutes lettres la décennie. L'adjectif correspondant est décennal, qui dure dix ans : « engagement décennal », ou qui revient tous les dix ans : « exposition décennale ».
Le terme décennie peut être utilisé indifféremment pour :
- identifier les dix dernières années : « La dernière décennie a vu l'émergence d'Internet » ;
- borner une période de dix années : « la décennie X (chef d'État dont le mandat a duré 10 ans) fut marquée par une phase d'expansion » ;
- désigner une période de dix années en chronologie : « La décennie des années 1920 est appelée les Années folles ».

Une période chronologique d'une décennie s'étend d'une année en « un » pour finir sur une année en « zéro ». Par exemple la 3e décennie du XXe siècle s'étend du début d'année 1921 à la fin de 1930.
L'emploi du terme décade comme synonyme de décennie est déconseillé par l'Académie française ainsi que certains grammairiens (Jean-Paul Colin, Paul Dupré), alors que d'autres (Maurice Grevisse) le considèrent comme correct.

## Début et fin

### Calendrier grégorien, avant Jésus-Christ
L'an 0 n'ayant pas existé, une décennie, pour les années avant Jésus-Christ, se termine au 31 décembre des années dont l'unité est le chiffre « 1 » (le 31 décembre de l'an -971 par exemple) et a donc débuté  le 1er janvier de l'année précédente dont l'unité est le chiffre « 0 » (le 1er janvier -980 pour cet exemple).

### Calendrier grégorien, après Jésus-Christ
L'an 0 n'ayant pas existé, une décennie, pour les années après Jésus-Christ, commence au 1er janvier des années dont l'unité est le chiffre « 1 » (le 1er janvier de l'an 2011 par exemple) et se termine le 31 décembre de l'année suivante dont l'unité est le chiffre « 0 » (le 31 décembre 2020 pour cet exemple).

## Culture
L'ONU consacre certaines décennies à un thème. Ainsi la décennie des années 2001 à 2010 a été déclarée « Décennie internationale pour la promotion d'une culture de la non-violence et de la paix au profit des enfants du monde ».